# ラッシュ郡 (カンザス州)
ラッシュ郡 (Rush County、標準省略：RH) は、アメリカ合衆国カンザス州に位置する郡である。2000年現在、人口は3,551人である。最大都市及び郡庁所在地はLa Crosseである。

## 地理
アメリカ合衆国統計局によると、この郡は総面積1,861 km2 (718 mi2) である。1,860 km2 (718 mi2) が陸地で1 km2 (0 mi2) が水域である。総面積の0.03%が水域となっている。

### 隣接する郡
- エリス郡（北）
- ラッセル郡（北東）
- バートン郡（東）
- ポーニー郡（南）
- ネス郡（西）

## 人口動勢
2000年現在の国勢調査で、この郡は人口3,551人、1,548世帯、及び1,013家族が暮らしている。人口密度は2/km2 (5/mi2) である。1/km2 (3/mi2) の平均的な密度に1,928軒の住宅が建っている。この郡の人種的な構成は白人98.45%、アフリカン・アメリカン0.31%、先住民0.42%、アジア0.11%、太平洋諸島系0.00%、その他の人種0.17%、及び混血0.54%である。ここの人口の1.04%はヒスパニックまたはラテン系である。
この郡内の住民は22.10%が18歳未満の未成年、18歳以上24歳以下が5.50%、25歳以上44歳以下が22.90%、45歳以上64歳以下が24.20%、及び65歳以上が25.30%にわたっている。中央値年齢は45歳である。女性100人ごとに対して男性は94.40人である。18歳以上の女性100人ごとに対して男性は90.60人である。
この郡内の世帯ごとの平均的な収入は31,268米ドルであり、家族ごとの平均的な収入は38,821米ドルである。男性は25,408米ドルに対して女性は20,307米ドルの平均的な収入がある。この郡の一人当たりの収入 (per capita income) は18,033米ドルである。人口の9.70%及び家族の6.70%は貧困線以下である。全人口のうち18歳未満の12.50%及び65歳以上の9.90%は貧困線以下の生活を送っている。

## 都市及び町
- Alexander
- バイソン (Bison)
- ラクロス (La Crosse)
- Liebenthal
- McCracken
- Otis
- ラッシュセンター (Rush Center)
- Timken

## 郡区
ラッシュ郡は12の郡区に分かれている。この郡内部の都市は governmentally independent と見なされておらず、郡区向けのすべての外観はそれらの都市に含まれている。以下の表内の人口中心は、もしかなりの数ならば、郡区の人口総計を含む最大都市である。

## 教育

### 統一された学校区
- ラクロス 統一教育学区395号
- Otis-Bison 統一教育学区403号